# Grande Frota
A Grande Frota (em inglês: Grand Fleet) foi a principal frota de batalha da Marinha Real Britânica durante a Primeira Guerra Mundial. Ela foi formada em agosto de 1914 a partir da Primeira Frota e elementos da Segunda Frota, consistindo em uma força de 25 a 35 navios de guerra de última geração. Ela foi inicialmente comandada pelo almirante sir John Jellicoe de sua criação até dezembro de 1916, quando foi substituído pelo almirante sir David Beatty.
A verdadeira força da frota variou no decorrer da guerra enquanto novas embarcações eram construídas e outras afundadas, porém o número de couraçados cresceu constantemente enquanto sua margem de superioridade sobre a Frota de Alto-Mar alemã progredia junto. Depois que os Estados Unidos entraram na guerra, sua Divisão Nove de Couraçados foi colocada junto com a Grande Frota na forma da 6ª Esquadra de Batalha.
A Grande Frota tinha sua base em Scapa Flow nas Ilhas Órcades, Escócia, e depois em Rosyth no estuário do rio Forth. Ela participou de todas as principais operações navais britânicas na guerra, incluindo a Batalha da Jutlândia em 1916. A Grande Frota foi dissolvida em abril de 1919, com boa parte de sua força formando a Frota do Atlântico.